# Àcid aleprèstic
L'àcid aleprèstic, de nom sistemàtic àcid 5-ciclopent-2-en-1-ilpentanoic, és un àcid carboxílic de cadena lineal amb cinc àtoms de carboni i té enllaçat al carboni 5 un grup 2-ciclopen-1-il, la qual fórmula molecular és {\displaystyle {\ce {C10H16O2}}}. En bioquímica és considerat un àcid gras rar que només es troba en algunes plantes de la família de les acariàcies.

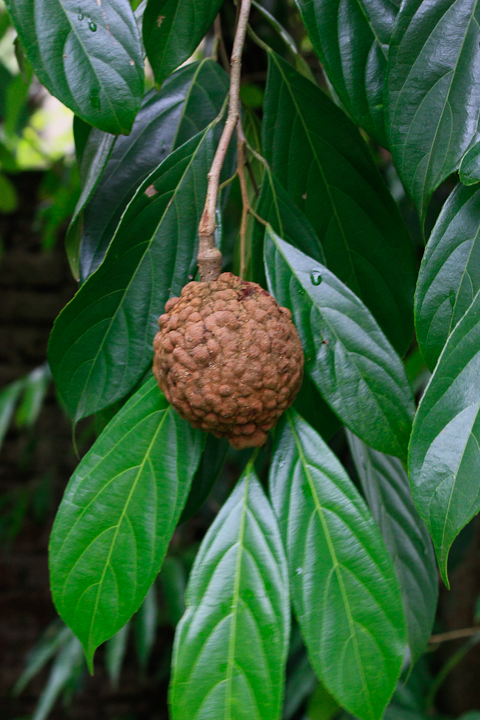
Fruit dHydnocarpus wightiana

A temperatura ambient és un sòlid. L'isòmer natural és òpticament actiu i desvia el pla de la llum polaritzada 100,5° a 25 °C. Fou aïllat el 1939 per Howard I. Cole i Humberto T. Cardoso de l'oli de les llavors de Hydnocarpus wightiana que l'anomenaren àcid alèpric per la relació d'aquest oli amb el tractament de la lepra, del grec ἀ-, a-, prefix que indica negació, del grec λέπρα, lepra, i amb el sufix -ic que indica àcid carboxílic.
Hom l'ha aïllat en petites proporcions de les llavors de Hydnocarpus wightiana (1,1 %).